# Burträsks församling
Burträsks församling är en församling i Skellefte kontrakt i Luleå stift. Församlingen ligger i Skellefteå kommun i Västerbottens län. Församlingen ingår i Burträsk-Lövångers pastorat.

## Administrativ historik
Församlingen bildades på 1606 genom en utbrytning ur Skellefteå församling. Den 1 maj 1919 (enligt beslut den 16 maj 1918) utbröts Kalvträsks kapellförsamling.
Församlingen utgjorde till 1 maj 1919 ett eget pastorat för att därefter till 2006 vara moderförsamling i pastoratet Burträsk och Kalvträsk.
 2006 återuppgick Kalvträsks församling i denna församling och församlingen utgjorde därefter till 2014 ett eget pastorat.  Från 2014 ingår församlingen i Burträsk-Lövångers pastorat.

## Areal
Burträsks församling omfattade den 1 januari 1976 en areal av 1 369,9 kvadratkilometer, varav 1 268,9 kvadratkilometer land.

## Befolkningsutveckling
| Befolkningsutvecklingen i Burträsks församling 1805–2015 | Befolkningsutvecklingen i Burträsks församling 1805–2015 | Befolkningsutvecklingen i Burträsks församling 1805–2015 | Befolkningsutvecklingen i Burträsks församling 1805–2015 | Befolkningsutvecklingen i Burträsks församling 1805–2015 |
| --- | -------------------------------------------------------- | -------------------------------------------------------- | -------------------------------------------------------- | -------------------------------------------------------- |
| |                                                          |                                                          |                                                          |                                                          |
| År |                                                          |                                                          | Folkmängd                                                |                                                          |
| 1805 | 1805                                                     |                                                          | 2 579                                                    |                                                          |
| 1810 | 1810                                                     |                                                          | 2 609                                                    |                                                          |
| 1820 | 1820                                                     |                                                          | 2 821                                                    |                                                          |
| 1830 | 1830                                                     |                                                          | 3 452                                                    |                                                          |
| 1840 | 1840                                                     |                                                          | 3 986                                                    |                                                          |
| 1850 | 1850                                                     |                                                          | 4 910                                                    |                                                          |
| 1860 | 1860                                                     |                                                          | 5 766                                                    |                                                          |
| 1870 | 1870                                                     |                                                          | 6 106                                                    |                                                          |
| 1880 | 1880                                                     |                                                          | 6 766                                                    |                                                          |
| 1890 | 1890                                                     |                                                          | 7 635                                                    |                                                          |
| 1900 | 1900                                                     |                                                          | 8 260                                                    |                                                          |
| 1910 | 1910                                                     |                                                          | 8 986                                                    |                                                          |
| 1920 | 1920                                                     |                                                          | 8 289                                                    |                                                          |
| 1930 | 1930                                                     |                                                          | 8 581                                                    |                                                          |
| 1935 | 1935                                                     |                                                          | 8 703                                                    |                                                          |
| 1940 | 1940                                                     |                                                          | 8 813                                                    |                                                          |
| 1945 | 1945                                                     |                                                          | 8 851                                                    |                                                          |
| 1950 | 1950                                                     |                                                          | 8 830                                                    |                                                          |
| 1955 | 1955                                                     |                                                          | 8 275                                                    |                                                          |
| 1960 | 1960                                                     |                                                          | 7 589                                                    |                                                          |
| 1965 | 1965                                                     |                                                          | 6 741                                                    |                                                          |
| 1970 | 1970                                                     |                                                          | 5 977                                                    |                                                          |
| 1975 | 1975                                                     |                                                          | 5 570                                                    |                                                          |
| 1980 | 1980                                                     |                                                          | 5 500                                                    |                                                          |
| 1985 | 1985                                                     |                                                          | 5 285                                                    |                                                          |
| 1990 | 1990                                                     |                                                          | 5 049                                                    |                                                          |
| 1995 | 1995                                                     |                                                          | 4 916                                                    |                                                          |
| 2000 | 2000                                                     |                                                          | 4 565                                                    |                                                          |
| 2005 | 2005                                                     |                                                          | 4 458                                                    |                                                          |
| 2010 | 2010                                                     |                                                          | 4 191                                                    |                                                          |
| 2015 | 2015                                                     |                                                          | 4 047                                                    |                                                          |
| Anm: Kalvträsks församling utbröts 1 maj 1919 och redovisas separat från och med 1920. Kalvträsks församling införlivades åter 2006 och ingår från och med 2005. För åren 1805-1945: befolkning enligt folkräkning 31 december enligt den administrativa indelningen den 1 januari följande år. 1950 avser befolkning enligt folkräkning den 31 december enligt den administrativa indelningen den 1 januari 1952. 1960-1970 avser befolkning enligt folkräkning den 1 november enligt den administrativa indelningen den 1 januari följande år. För åren 1955 samt 1975-2015: befolkning 31 december enligt den administrativa indelningen den 1 januari följande år. Sedan 1 januari 2016 sker inte folkbokföring per församling och därmed kan det hända att vissa personer inte ingår i församlingens folkmängd då de är skrivna på den fiktiva fastigheten På kommunen skriven som inte delas upp på församlingsnivå då de inte kunnat folkbokföras på en särskild befintlig fastighet. Den totala befolkningen i Svenska kyrkans församlingar är därför något lägre än den totala befolkningen i riket. |                                                          |                                                          |                                                          |                                                          |

## Kyrkoherdar
| Ämbetstid | Namn                       | Levnadstid | Övrigt                                |
| --------- | -------------------------- | ---------- | ------------------------------------- |
| 1606–1624 | Michael Laurentii          | –1624      |                                       |
| 1626–1647 | Johannes Erici             |            |                                       |
| 1647–1668 | Henrik Jonae Microvillanus | –1668      |                                       |
| 1669–1678 | Gabriel Petri              | –1678      |                                       |
| 1680–1683 | Laurentius Stenonis Björk  | –1683      |                                       |
| 1685–1694 | Israel Stecksenius         | –1694      |                                       |
| 1695–1704 | Petrus Petri Atmarius      | –1704      |                                       |
| 1706–1708 | Hans Fluur                 | 1654–1708  |                                       |
| 1709–1722 | Lars Hernodius             | 1658–1729  |                                       |
| 1722–1736 | Anders Hernodius           | 1682–1736  |                                       |
| 1736–1766 | Johan Hedström             | 1688–1766  |                                       |
| 1768–1780 | Abraham Häggström          | 1702–1780  |                                       |
| 1782–1794 | Axel Örnberg               | 1726–1794  |                                       |
| 1795–1814 | Anders Anton Gilljam       | 1744–1814  |                                       |
| 1814–1818 | Pehr Wattrang              | 1772–1818  |                                       |
| 1821–1833 | Isak Grape                 | 1779–1855  | Senare kyrkoherde i Piteå församling. |
| 1834–1844 | Isak Häggmark              | 1791–1844  |                                       |
| 1846–1855 | Johan Fredrik Mützell      | 1802–1855  |                                       |
| 1858–1878 | Johan Magnus Unæus         | 1801–1878  |                                       |
| 1881–1896 | Knut Strinnholm            | 1819–1896  |                                       |
| 1898–1903 | Per Olof Källström         | 1848–1903  |                                       |
| 1905–     | Richard Markgren           | 1858–1928  |                                       |

## Kyrkor
- Burträsks kyrka
- Bygdsiljums kyrka
- Kalvträsks kyrka